# Татан
Татан (каз. Татан) — село в Каркаралинском районе Карагандинской области Казахстана. Административный центр Темиршинского сельского округа. Код КАТО — 354879100.

## Население
В 1999 году население села составляло 1020 человек (527 мужчин и 493 женщины). По данным переписи 2009 года, в селе проживало 866 человек (466 мужчин и 400 женщин).